# سعد بن عامر الهزاني
سعد بن عامر العامر أمير سوق المنامة، وضابط سوقها ودكاكينها، الذي وصفته الوثائق البريطانية أن حكمه ماض في الأدنى بلا معاودة الشيخ عيسى حاكم البحرين، وفي الأعلى مع المعاودة، ويدخل عليه الرسومات ونطايرالمخازن والدكاكين، وتحت يده نخيل عطية من حاكم البحرين يستحصلها، ويأخذ من الأدنى في الدعاوي من المدعي، والأعلى أقصر من ذلك بالمصالحة، وقد كان سابقاً في حياة علي بن خليفة أميراً في السوق كذلك، ومجرى أحكامه كمجرى أحكام حكام العرب، ومن اللغة لا يعرف إلا العربية.
ينحدر سعد بن عامر من قبيلة هزان الربعية العدنانية، وقد اشتهر صيت بن عامر ودوى ذكره في الآفاق، حتى أن الوثائق البريطانية قد رصدت سيرته وقبيلته وأبناءه وزوجاته ونفوذه، ورد تفصيل ذلك ضمن أعلام الخليج العربي في الوثائق البريطانية.

## سيرته
لقد استخدمت بريطانيا أسلوب جمع المعلومات عن الإعلام المشهورين والبارزين في المناطق التي تدخل تحت نفوذها أو ضمن نطاق مصالحها، وهذا النهج عمل استخباراتي من الدرجة الأولى يهدف إلى معرفة مكامن الضعف أو القوة لدى كل شخص من الأعلام البارزين.
وكان المقيم البريطاني في بوشهر (ميناء على الساحل الشرقي للخليج العربي) السير «إدوارد روس» قد أرسل خطابات إلى وكلائه في الخليج العربي طالبًا منهم جمع معلومات عن أبرز الإعلام الموجودين لديهم، مع كتابة سيرهم ووظائفهم ومكانتهم الاجتماعية في نموذج معد لهذا الغرض، متضمنًا تواريخ ولادتهم وأسماء أبنائهم وعدد زوجاتهم، وأملاكهم واللغات التي يتحدثون بها. مع تأكيده على ضرورة ذكر اسم الأب والقبيلة، وأي معلومة تستحق الذكر.
وكان لسعد بن عامر الهزاني بصمة واضحة في تاريخ البحرين حيث سميّت أحد أحياء المنامة باسم (فريق ابن عامر) دليلا على شهرته ومكانته، وعرف عنه حب أعمال الخير وبناء المساجد والأوقاف ولا يزال حتى اليوم في المنامة (مسجد الأمير سعد بن عامر الهزاني) الذي يقع «بفريق بن عامر» شرق سوق المنامة.